# Landkreis Nürnberger Land
Landkreis Nürnberger Land is een Landkreis in de Duitse deelstaat Beieren. De Landkreis telt 171.143 inwoners (31 december 2020) op een oppervlakte van 800,09 km². Kreisstadt is de stad Lauf an der Pegnitz.

## Indeling

Nürnberger Land is verdeeld in 27 gemeenten, waarvan vijf de status stad hebben. Drie andere gemeenten mogen zich Markt noemen. Verspreid over de Landkreis liggen veertien gebieden die niet gemeentelijk zijn ingedeeld.
Steden
1. Altdorf bei Nürnberg
2. Hersbruck
3. Lauf an der Pegnitz
4. Röthenbach an der Pegnitz
5. Velden

Märkte
1. Feucht
2. Neuhaus an der Pegnitz
3. Schnaittach

Overige gemeenten
1. Alfeld
2. Burgthann
3. Engelthal
4. Happurg
5. Hartenstein
6. Henfenfeld
7. Kirchensittenbach
8. Leinburg
9. Neunkirchen am Sand
10. Offenhausen
11. Ottensoos
12. Pommelsbrunn
13. Reichenschwand
14. Rückersdorf
15. Schwaig b.Nürnberg
16. Schwarzenbruck
17. Simmelsdorf
18. Vorra
19. Winkelhaid

Niet gemeentelijk ingedeeld
1. Behringersdorfer Forst (11,19 km²)
2. Brunn (10,23 km²)
3. Engelthaler Forst (2,42 km²)
4. Feuchter Forst (20,84 km²)
5. Fischbach (18,34 km²)
6. Forsthof (7,44 km²)
7. Günthersbühler Forst (5,91 km²)
8. Haimendorfer Forst (7,48 km²)
9. Laufamholzer Forst (6,56 km²)
10. Leinburg (4,21 km²)
11. Rückersdorfer Forst (5,16 km²)
12. Schönberg (3,44 km²)
13. Winkelhaid (18,36 km²)
14. Zerzabelshofer Forst (6,55 km²)

Aichach-Friedberg · Altötting · Amberg · Amberg-Sulzbach · Ansbach (stad) · Landkreis Ansbach · Aschaffenburg (stad) · Landkreis Aschaffenburg · Augsburg (stad) · Landkreis Augsburg · Bad Kissingen · Bad Tölz-Wolfratshausen · Bamberg (stad) · Landkreis Bamberg · Bayreuth (stad) · Landkreis Bayreuth · Berchtesgadener Land · Cham · Coburg (stad) · Landkreis Coburg · Dachau · Deggendorf · Dillingen an der Donau · Dingolfing Landau · Donau-Ries · Ebersberg · Eichstätt · Erding · Erlangen · Erlangen-Höchstadt · Forchheim · Freising · Feyung-Grafenau · Fürstenfeldbruck · Fürth (stad) · Landkreis Fürth · Garmisch-Partenkirchen · Günzburg · Haßberge · Hof (stad) · Landkreis Hof · Ingolstadt · Kaufbeuren · Kelheim · Kempten im Allgäu · Kitzingen · Kronach · Kulmbach · Landsberg am Lech · Landshut (stad) · Landkreis Landshut · Lichtenfels · Lindau · Main-Spessart · Memmingen · Miesbach · Miltenberg · Mühldorf am Inn · München · Landkreis München · Neuburg-Schrobenhausen · Neumarkt in der Oberpfalz · Neurenberg · Neustadt an der Aisch-Bad Windsheim · Neustadt an der Waldnaab · Neu-Ulm · Nürnberger Land · Oberallgäu · Ostallgäu · Passau (stad) · Landkreis Passau · Pfaffenhofen an der Ilm · Regen · Regensburg (stad) · Landkreis Regensburg · Rhön-Grabfeld · Rosenheim (stad) · Landkreis Rosenheim · Roth · Rottal-Inn · Schwabach · Schwandorf · Schweinfurt (stad) · Landkreis Schweinfurt · Starnberg · Straubing · Straubing-Bogen · Tirschenreuth · Traunstein · Unterallgäu · Weiden in der Oberpfalz · Weilheim-Schongau · Weißenburg-Gunzenhausen · Wunsiedel im Fichtelgebirge · Würzburg (stad) · Landkreis Würzburg
Alfeld ·
Altdorf b.Nürnberg ·
Burgthann ·
Engelthal ·
Feucht ·
Happurg ·
Hartenstein ·
Henfenfeld ·
Hersbruck ·
Kirchensittenbach ·
Lauf a.d.Pegnitz ·
Leinburg ·
Neuhaus a.d.Pegnitz ·
Neunkirchen a.Sand ·
Offenhausen ·
Ottensoos ·
Pommelsbrunn ·
Reichenschwand ·
Röthenbach a.d.Pegnitz ·
Rückersdorf ·
Schnaittach ·
Schwaig b.Nürnberg ·
Schwarzenbruck ·
Simmelsdorf ·
Velden ·
Vorra ·
Winkelhaid